# وسام الاستحقاق اللبناني
وسام الاستحقاق هو وسام استحقاق لبنان أنشئ في 16 يناير 1922.

## التاريخ
مع إعلان دولة لبنان الكبير في العام 1920، أرادت سلطات الانتداب إنشاء وسام خاص تمنحه الحكومة اللبنانية إسمه «وسام الاستحقاق اللبناني»، وقد نظمت مسابقة لاختيار أفضل تصميم، فاز بها الفنان جورج قرم بعدما قدم تصميم يظهر فيه رجل لبناني بالزي التقليدي يقوم بمنع أسد من الهجوم على قرية لبنانية، وقد أصدر حاكم دولة لبنان الكبير القرار 108 في 16 يناير/كانون الثاني 1922 ونصت المادة الأولى على الآتي: «أنشئت ميدالية فخرية تدعى ميدالية الاستحقاق اللبناني لمكافأة الذين يقومون بأعمال تدل على المروءة والإخلاص ويمكن منحها للمستحقين بعد موتهم».
تم إنشاء وسام الاستحقاق اللبناني بموجب القرار رقم 108 بتاريخ 16 يناير 1922، وينظمه قانون الأوسمة رقم 122 بتاريخ 12 يونيو 1959 وتعديلاته في 1971.

## الدرجات
يتكون هذا الترتيب من درجتين وأربع فئات عادية على النحو التالي:
1. الرتبة الاستثنائية، يعتبر رئيس الجمهورية اللبنانية حاملاً للوسام.
2. رتبة الوشاح الأكبر
3. رتبة الدرجة الأولى مذهب
4. رتبة الدرجة الثانية فضي ذو السعف
5. رتبة الدرجة الثالثة - فضي
6. رتبة الدرجة الرابعة برونزي

| أشرطة الشريط       | أشرطة الشريط       | أشرطة الشريط  | أشرطة الشريط   | أشرطة الشريط   | أشرطة الشريط   |
| ------------------ | ------------------ | ------------- | -------------- | -------------- | -------------- |
|                    |                    |               |                |                |                |
| الرتبة الاستثنائية | رتبة الوشاح الأكبر | الدرجة الأولى | الدرجة الثانية | الدرجة الثالثة | الدرجة الرابعة |

## أوسمة
تصنف الاوسمة الوطنية وفقا للترتيب التالي: 
1. وسام الاستحقاق اللبناني
2. وسام الأرز الوطني
3. وسام الفخر العسكري
4. الوسام العسكري
5. الوسام الحربي
6. وسام النسر للطيران
7. وسام التقدير العسكري
8. ميدالية الجدارة
9. وسام الجرحى
10. الاوسمة التذكارية للعمليات الحربية
11. وسام العمل
12. وسام المعارف
13. وسام الاستحقاق الصحي
14. وسام الاستحقاق الزراعي

## حاصلون على الوسام
- محمد رضا بهلوي
- خوان كارلوس الأول
- عبد الله الثاني بن الحسين
- هيلا سيلاسي
- الحسين بن طلال
- الحسن الثاني بن محمد
- بشير الجميل
- إميل لحود
- ميشال عون
- قابوس بن سعيد
- محمد الخامس بن يوسف
- كميل شمعون
- ميشال سليمان
- بشارة الخوري
- محمد السادس بن الحسن
- جورجو نابوليتانو
- أمين الجميل
- سليمان فرنجية
- صباح الأحمد الجابر الصباح
- خليفة بن حمد آل ثاني
- إلياس الهراوي
- شارل حلو
- جرجي طربيه